# Ratpenat cuallarg d'Allen
El ratpenat cuallarg d'Allen (Molossus sinaloae) és una espècie de ratpenat de la família dels molòssids que es troba a Belize, Colòmbia, Costa Rica, El Salvador, Guatemala, Guaiana, Hondures, Mèxic (Sinaloa), Nicaragua, Panamà, Surinam, Trinitat i Tobago i Veneçuela.

## Subespècies
- Molossus sinaloae sinaloae
- Molossus sinaloae trinitatus[2]